# Adelinde Cornelissen
Adelinde Cornelissen, född den 8 juli 1979 i Beilen i Drenthe, är en nederländsk dressyrryttare. Hon tog silver i den individuella dressyren i Olympiska sommarspelen 2012 och brons tillsammans med det nederländska laget.